# Emadiana cuprea
Emadiana cuprea är en insektsart som beskrevs av Young 1986. Emadiana cuprea ingår i släktet Emadiana och familjen dvärgstritar. Inga underarter finns listade i Catalogue of Life.